# Tyrol (Land)
Cet article concerne le Tyrol en tant que subdivision administrative de l'Autriche actuelle. Pour le Tyrol en tant que région en général, voir Tyrol. Pour le village qui a donné son nom à la région, voir Tyrol (village). Pour Tyrol (homonymie), voir Tyrol (homonymie).

Logo

Le Tyrol (Tirol) est un land autrichien (Bundesland) dont la capitale est Innsbruck.
Cette province correspond à la partie septentrionale et orientale du Tyrol « historique », divisé depuis 1918 entre l'Autriche et l'Italie.

## Carte interactive des districts du Tyrol

### Topographie

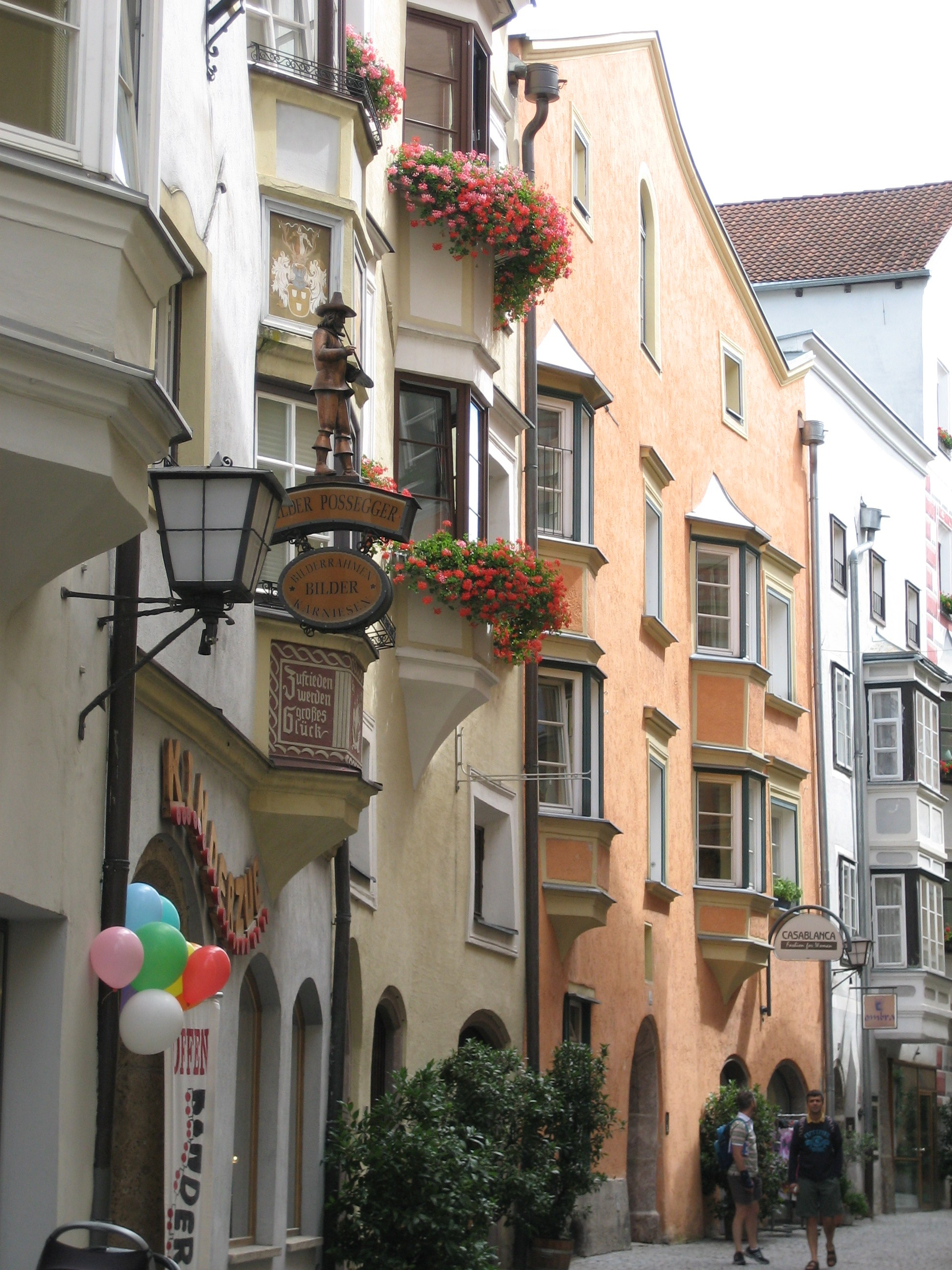
La ville de Hall en Tyrol dans le district d'Innsbruck-Land

La plus haute montagne du Tyrol (qui est aussi la plus haute montagne d'Autriche) se trouve à 3 798 m d'altitude. C'est le Grossglockner, situé dans le Tyrol oriental. Le Wildspitze (3 768 m d'altitude) est le sommet le plus élevé du Tyrol du Nord, et le deuxième plus haut sommet d'Autriche.

#### Liste des principaux massifs montagneux du Tyrol

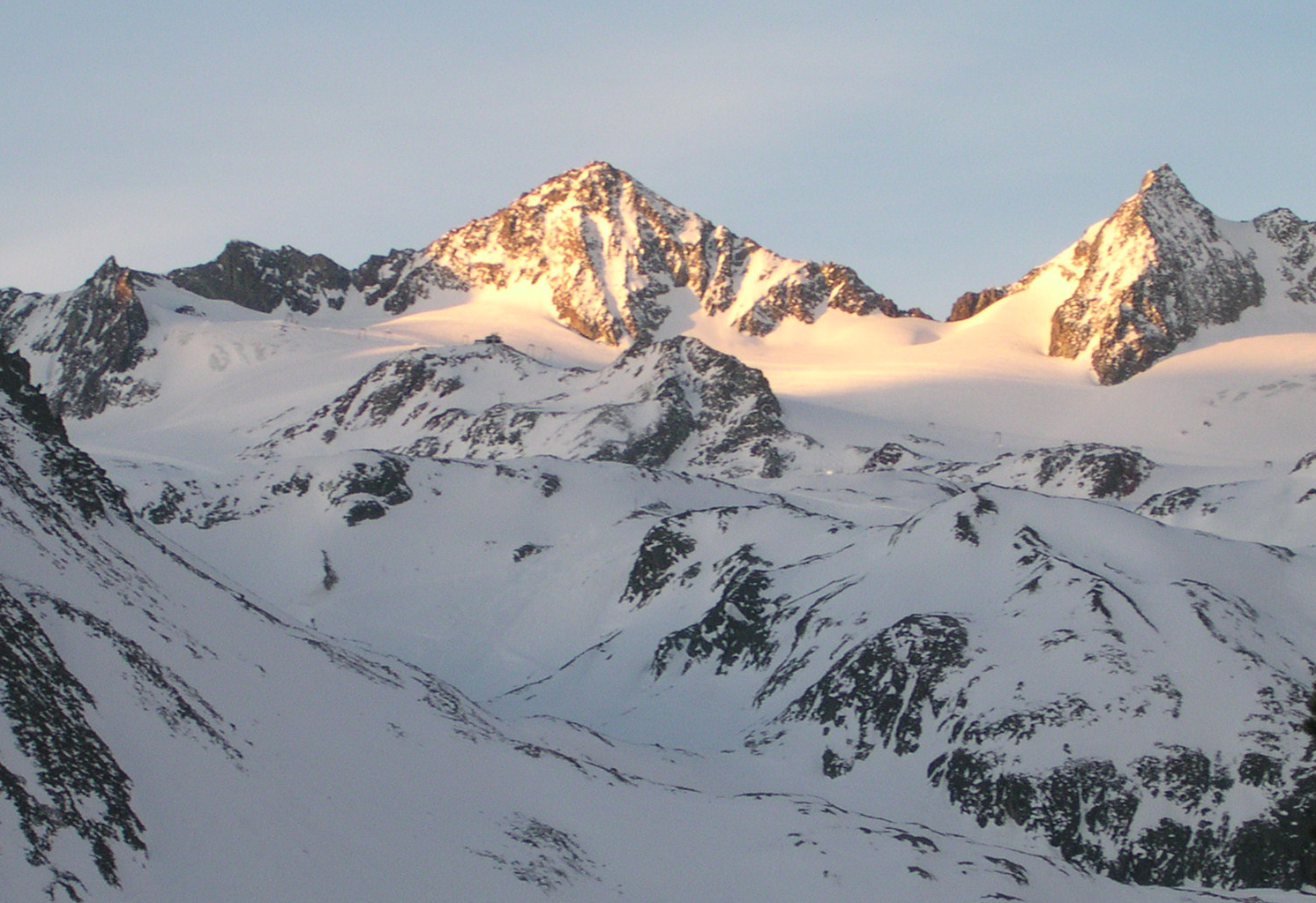
Stubaier Wildspitze.

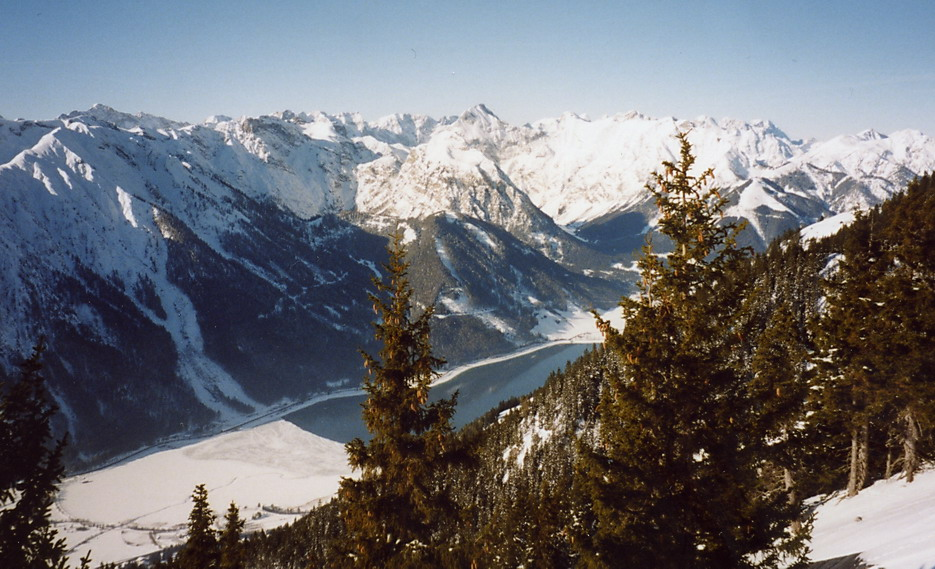
Achensee.

- Karwendel
- Alpes de Brandenberg
- Alpes de Kitzbühel
- Chaîne Wetterstein et Mieming
- Alpes de Lechtal
- Alpes de Gailtal
- Kaisergebirge
- Alpes carniques
- Alpes de Zillertal
- Alpes de Stubai
- Alpes de l'Ötztal
- Hohe Tauern
- Samnaun
- Silvretta
- Massif de Verwall

#### Liste des vallées principales

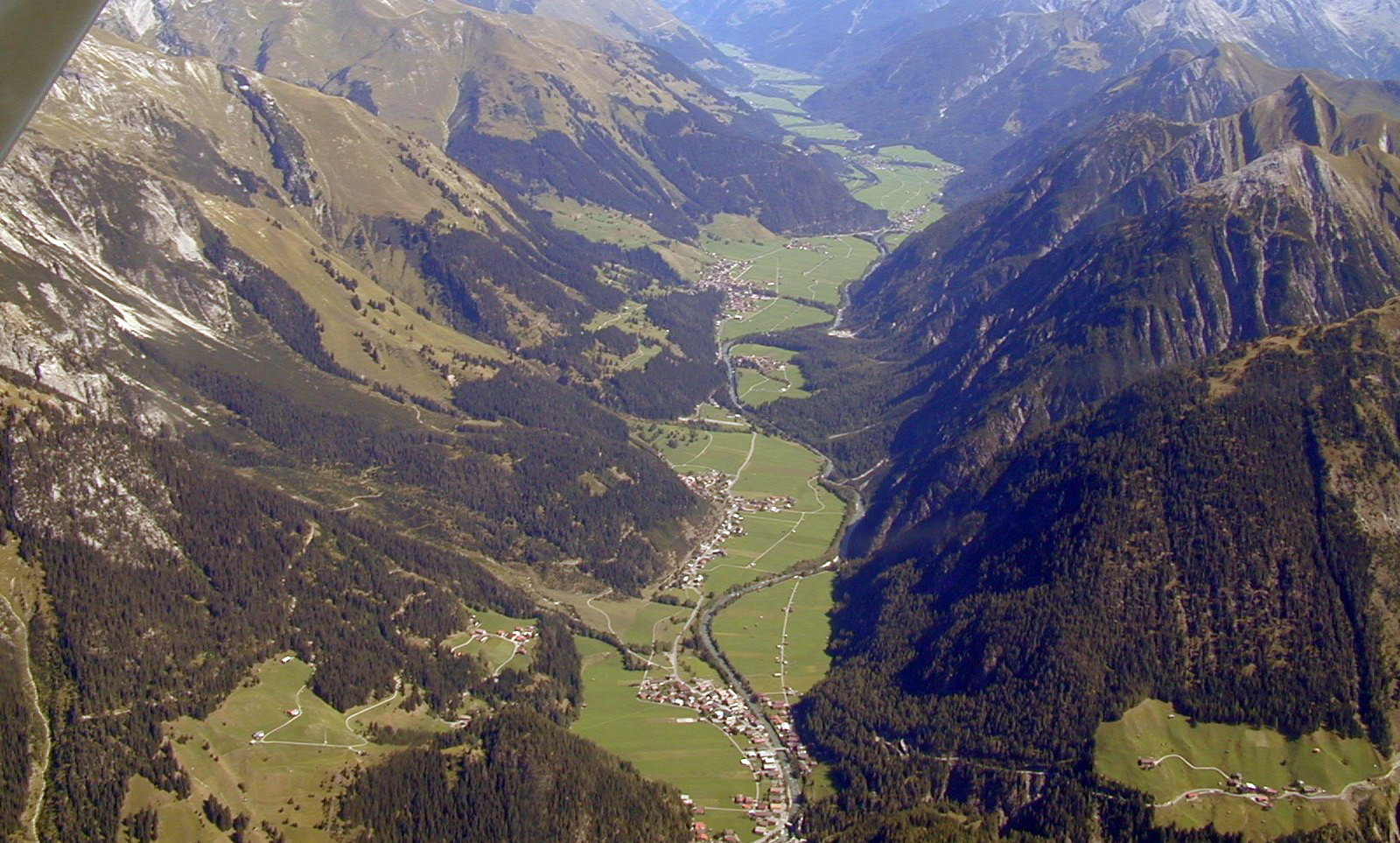
Lechtal.

- Vallée de l'Inn
- Lechtal (de)
- Leukental (de)
- Drautal (de) / Val Pusteria
- Gailtal (de)

#### Liste des rivières principales
- Inn (rivière)
- Drave
- Großache
- Lech

## Climat

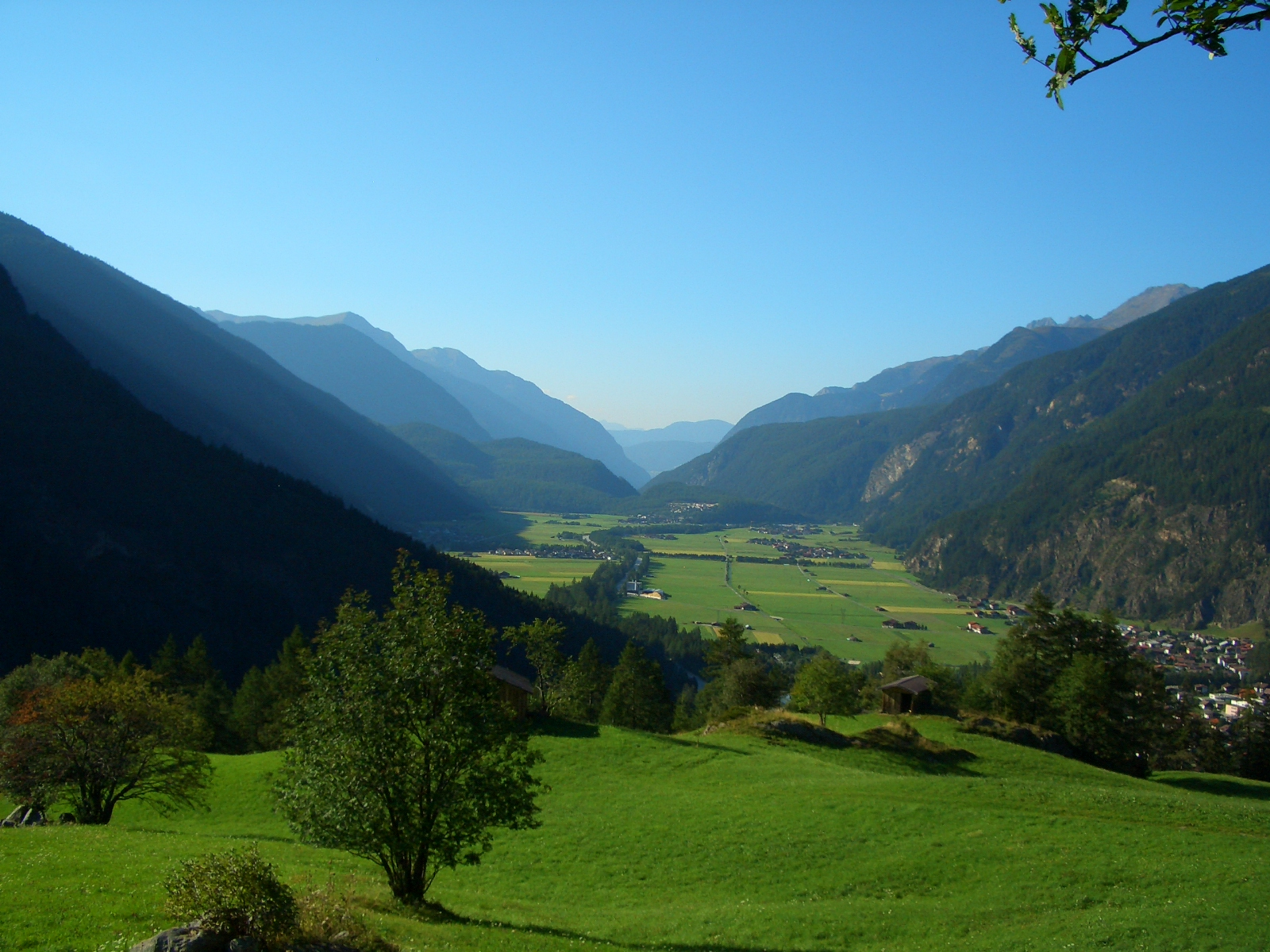
Ötztal.

Le Tyrol appartient à la zone tempérée et se situe dans la zone frontalière des influences atlantique, continentale et méditerranéenne. Le climat alpin intérieur, qui présente des caractéristiques continentales, est prédominant dans le Tyrol. Les étés et les hivers sont relativement humides alors que les automnes sont généralement secs. Il y a cependant localement de fortes différences climatique.
Les chaînes de montagnes influent grandement sur les conditions météorologiques. L'exposition au soleil est fortement diminué par les sommets alpins, en particulier dans les vallées étroites de direction nord-sud comme le Ötztal ou le Pitztal. Les Alpes forment une barrière pour les nuages, qui se coincent sur les massifs montagneux intérieurs. Les précipitations, qui se font souvent par stagnation, sont nombreuses à l'intérieur des Alpes. Alors que la moyenne annuelle des précipitations au nord des montagnes du Karwendel est d'environ 2 000 millimètres, elle est de 1 375 millimètres à Reutte, 1 330 millimètres à Kufstein, autour de 900 millimètres à Innsbruck et seulement 600 millimètres dans la haute vallée de l'Inn. Le manteau neigeux peut atteindre plus de 50 cm, même à des endroits inférieurs à 1 000 m d'altitude, en raison de la Nordstaueffektes, dont l’effet est particulièrement prononcé sur les fronts froids, ce qui n’est pas inhabituel. D'importantes précipitations sont aussi possibles à l’intérieur du Tyrol, au cœur des Alpes, lors de l’arrivée de fronts chauds. Étant donné que les précipitations tombent souvent sous forme de pluie en raison du temps plus clément aux basses altitudes, la haute vallée de l'Inn est beaucoup moins susceptible d'être recouverte par une épaisse couche de neige. Il arrive souvent qu'il y ait moins de neige à Landeck et à Innsbruck qu'à Wörgl ou à Kufstein.
Les vallées alpines intérieures se caractérisent également par de grandes amplitudes quotidiennes de température. Ainsi, le maximum quotidien moyen en juillet à Innsbruck est supérieur de 25,1 °C à celui de la plupart des autres stations météorologiques en Autriche.
Le climat du Tyrol, comme celui de toute l’Europe centrale, est aussi influencé par le vent d’Ouest. Dans le nord du Tyrol, le foehn survient principalement pendant les saisons de transition. Au Patscherkofel, il peut y avoir des vents allant jusqu'à 200 km/h et à Innsbruck, les rafales peuvent atteindre 120 km/h. 
Le printemps est généralement très instable et pluvieux dans le Tyrol, et cela peut conduire à des vagues de froid. En été, la plupart des précipitations sont dues aux orages. L’automne est souvent caractérisé par de longues périodes de beau temps

## Économie
La structure économique du Tyrol diffère grandement de l'agglomération d'Innsbruck, dotée d'une infrastructure administrative et universitaire ainsi que d'entreprises plus importantes que dans le reste du Land. Ailleurs, principalement dans l'Oberland, à Kitzbühel et dans le Tyrol oriental, les PME dominent.
L'industrie est établie principalement aux alentours d'Innsbruck, dans les districts de Schwaz et Kufstein (vallée inférieure de l'Inn) et à Reutte.
Dans l'Oberland et le district de Kitzbühel, l'industrie touristique domine. Celle-ci joue un rôle prépondérant dans tout le Land. Le district de Schwaz compte autant de zones industrielles que de régions touristiques d'importance (Zillertal, Achensee).
L'agriculture joue un rôle très limité du point de vue économique, mais participe positivement au maintien des paysages.
Structure économique selon les secteurs (2001)
| Secteur primaire | Secteur secondaire | Secteur tertiaire |
| ---------------- | ------------------ | ----------------- |
| 1,2 %            | 28,0 %             | 70,8 %            |

### Tourisme
Le tourisme est un secteur économique important du Tyrol. Il représente en moyenne 17,5 % du produit régional brut du Tyrol et emploie 55 000 personnes. Le Tyrol compte environ 360 000 lits.
En 2017/2018, 12,3 millions de touristes sont venus au Tyrol, dont près de la moitié originaires d’Allemagne (52,1 % du total des nuitées). De nombreux touristes viennent également des Pays-Bas (10 % du total des nuitées), d’Autriche (8,5 %), de Suisse (5,6 %) et du Royaume-Uni (3,4 %). 188 200 touristes sont venus de France (2 %). La saison hivernale attire plus de monde que la saison estivale. Au cours de l'année touristique 2017/2018, 27,6 millions de nuitées ont représenté la saison hivernale (56 %) et 21,8 millions la saison estivale.

## Transport
Innsbruck dispose d'un aéroport international et certaines localités telle que Langkampfen (près de Kufstein) disposent d'un aérodrome.
Deux autoroutes traversent le Land : vers Kufstein commence la partie tyrolienne de l'autoroute de la vallée de l'Inn, qui se sépare vers Rosenheim en Bavière et prend deux directions : Munich et Salzbourg (carrefour du Deutsches Eck). De Kufstein, l'autoroute de la vallée de l'Inn longe la vallée de l'Inn et relie les villes de Wörgl, Schwaz, Hall, Innsbruck, Imst, Landeck. À cet endroit, l'autoroute passe par la voie rapide Arlbergschnellstraße, qui relie le Tyrol au Vorarlberg au niveau de St. Anton au moyen du tunnel Arlbergtunnel. Un carrefour autoroutier à Innsbruck permet la jonction avec l'autoroute du Brenner, qui part en direction du Sud à travers la vallée Wipptal jusqu'à la frontière italienne.
Les liaisons non autoroutières avec l'Allemagne se situent vers Vils en direction de Kempten et Füssen, vers Ehrwald en direction de Garmisch-Partenkirchen, vers Scharnitz en direction de Mittenwald, à travers la vallée Achental et le col Achenpass et vers Kufstein en direction de Kiefersfelden. Vers l'Italie les liaisons non autoroutières partent de Sillian en direction d'Innichen, empruntant la vallée Wipptal et le col du Brenner, la vallée Ötztal à Timmelsjoch, et la haute vallée de l'Inn par le col Reschenpass. Une liaison avec la Suisse existe via la vallée supérieure de l'Inn en Engadine.

### Liaisons ferroviaires d'importance
La liaison Nord-Sud de Munich à Vérone passe par Kufstein, traverse Innsbruck et prend la direction du col du Brenner, où elle quitte le Land en direction de l'Italie.
La liaison Est-Ouest en provenance de Vienne, Linz et Salzbourg possède deux variantes pour la traversée du Tyrol : soit via Rosenheim en territoire allemand, rejoignant les terres tyroliennes au niveau de Kufstein, soit en demeurant entièrement en territoire autrichien en partant de Salzbourg à Schwarzach/St. Veit, où elle prend la direction du Tyrol au niveau de Hochfilzen, traverse St. Johann in Tirol et Kitzbühel jusqu'à Wörgl. Là, elle rejoint l'autre ligne. Puis les deux variantes traversent la vallée de l'Inn jusqu'à Innsbruck. Ici commence la ligne qui franchit l'Arlberg en direction du Vorarlberg. La ligne s'y sépare alors pour relier soit Brégence soit Zurich/Bâle.
Quelques liaisons ferroviaires internationales de moindre importance existent encore, telles que la Außerfernbahn qui relie Reutte à Kempten et Garmisch-Partenkirchen ou encore la Mittenwaldbahn qui relie Innsbruck à Garmisch-Partenkirchen via Seefeld et Mittenwald.
Le Tyrol possède quatre autres voies ferrées : la  (de) qui relie Fulpmes à Innsbruck, la Mittelgebirgsbahn (Igler) qui relie Igls à Innsbruck, la Achenseebahn qui relie Jenbach à Seespitz et la Zillertalbahn qui relie Jenbach à Mayrhofen. Les liaisons par bus sont toutefois irremplaçables pour relier les vallées plus encaissées.
Des projets de connexion avec les vallées secondaires (entre autres l'Ötztal, l'Alpbachtal et l'Iseltal) furent contrariés par la Première Guerre mondiale puis abandonnés.

## Population

### Données démographiques
| 1869    | 1880    | 1890    | 1900    | 1910    | 1923    | 1934    | 1939    | 1951    |
| ------- | ------- | ------- | ------- | ------- | ------- | ------- | ------- | ------- |
| 236 426 | 244 736 | 249 984 | 266 374 | 304 713 | 313 888 | 349 098 | 363 959 | 427 465 |

| 1961    | 1971    | 1981    | 1991    | 2001    | 2011    | 2018    | 2021    | 2022    |
| ------- | ------- | ------- | ------- | ------- | ------- | ------- | ------- | ------- |
| 462 899 | 544 483 | 586 663 | 631 410 | 673 504 | 710 048 | 751 140 | 760 105 | 764 102 |

### Dialectes germanophones
Au Tyrol, on parle principalement des dialectes du sud de la Bavière.

### Religions
Selon le recensement de 2001, 561 700 personnes (83,4 % de la population) étaient catholiques. Le Tyrol comptait ainsi la plus forte proportion de catholiques dans toutes les provinces autrichiennes. 16 000 (2,4 %) étaient protestants, 10 900 (1,6 %) appartenaient à une église orthodoxe et 4 500 (0,7 %) à une autre confession chrétienne. environ 4 % de la population était musulmane et 5,2 % non confessionnelle. Depuis lors, comme partout en Autriche, la proportion de citoyens non confessionnels, musulmans et chrétiens orthodoxes a augmenté dans le Tyrol, tandis que la proportion de chrétiens protestants et catholiques a diminué,.